# روجر درو
روجر درو (بالإنجليزية: Roger Drew) هو كاتب سيناريو ورسام توضيحي بريطاني، ولد في 15 أبريل 1971 في جيرزي.

## وصلات خارجية
- روجر درو على موقع IMDb (الإنجليزية)
- روجر درو على موقع قاعدة بيانات الفيلم (الإنجليزية)